# 7700 Rote Kapelle
7700 Rote Kapelle è un asteroide della fascia principale. Scoperto nel 1990, presenta un'orbita caratterizzata da un semiasse maggiore pari a 2,6770787 UA e da un'eccentricità di 0,0755444, inclinata di 3,04002° rispetto all'eclittica. Deve il nome alla famosa organizzazione antinazista tedesca Die Rote Kapelle.